# Данчо Димитров
Данчо Кънев Димитров е български политик от БКП и два пъти министър на транспорта и съобщенията, заслужил деятел на транспорта. Участник е в комунистическото съпротивително движение по време на Втората световна война. Партизанин от Партизански отряд „Гаврил Генов“.

## Биография

### Произход, образование и ранни години
Данчо Димитров е роден на 31 декември 1911 г. в с. Саламаново, Преславско, в средно селско семейство. До 1930 г. следва в Средното педагогическо училище „Цар Борис III“ (Ловеч) и след завършване е преподавател, между 1930 – 1934 г., в с. Златар, Преславско (днес Шуменска област). Същевременно от 1926 г. е член на РМС и на БРП (т.с.) от 1932 г., както и на пленума на ЦР на учителската профопозиция.
Между 1934 – 1935 г. е студент в София в Свободния университет (днешен УНСС), и по същото време секретар на КМС в университета. От 1936 г. е в нелегалност и член на ЦР на БОНСС. Разкрит е от полицията, но е освободен. След 1936 г. продължава да учи в София и Варна, до 1948 г. През тези години работи по линия на БОНСС. Дипломира се и е приет на работа като чиновник в Районен кооперативен съюз и Българска земеделска и кооперативна банка – Шумен, във време на което е секретар на окръжния комитет на БРП (т.с.).
Участва в комунистическото съпротивително движение по време на Втората световна война. Пълномощник на ЦК на РМС във Врачанско. От 1941 г. е в нелегалност. Между 1942 – 1943 г. е партизанин в Партизански отряд „Гаврил Генов“ и секретар на ОК на РМС и член на ОК на КП във Враца. Бил е зам.-политически комисар на отряд.

### Професионална кариера
След 9 септември 1944 г. е член на ЦК на РМС – завеждащ отдел „Септемврийче“ и за кратко време на работа в апарата на БРП (к.). Подпредседател е на комисията по Държавен контрол между декември 1947 – 1949 г. На V конгрес на партията е избран за кандидат-член на Централния комитет на вече преименувалата се в БКП партия. В периода 1950 – 1962 г. е министър на транспорта и съобщенията, а от 4 март 1954 до 25 април 1971 г. е пълноправен член на ЦК на БКП. Бил е и секретар на ЦК на БКП от 11 юли 1957 до 2 юни 1958 г.. Между 1963 и 1966 г. е посланик на България в ГДР. Излиза в пенсия през 1986 г. Многократно е избиран за народен представител. Първи подпредседател е на Президиума на Народното събрание от 12 март 1966 до 18 май 1971 г. Носител е на 3 ордена „Георги Димитров“.